# 大鱗線鰭瓦鰈
大鱗線鰭瓦鰈為輻鰭魚綱鰈形目鰈亞目瓦鰈科的其中一種，為熱帶海水魚，分布於印度西太平洋區的印尼海域，棲息深度108-180公尺，體長可達9公分，棲息在底層水域，以底棲生物為食，生活習性不明。

## 扩展阅读
維基物種上的相關：大鱗線鰭瓦鰈